# Moglie trofeo

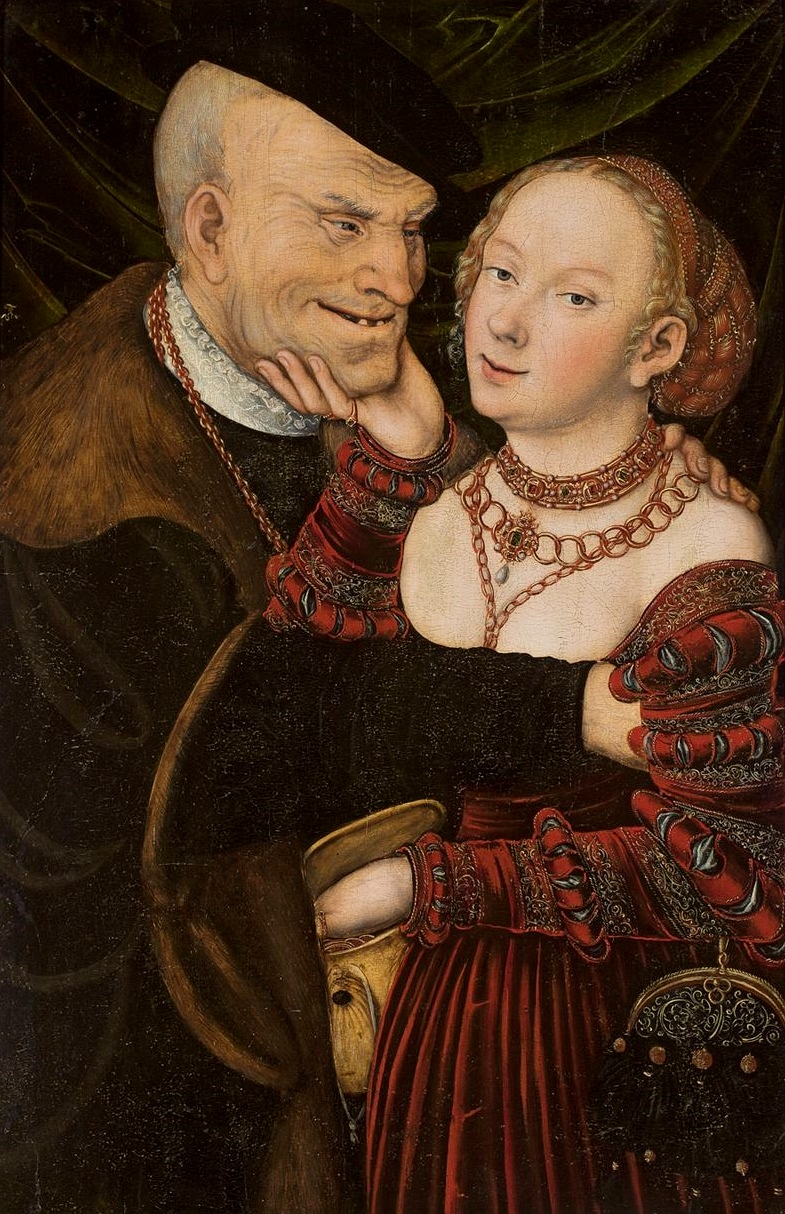
Un vecchio con la sua "moglie trofeo" molto più giovane. Il fatto che lei infili la mano nella sua borsetta conferma le basi di questa relazione.

Una moglie trofeo è una moglie considerata uno status symbol per il marito, riferendosi a una donna giovane e attraente che è sposata con un uomo più anziano, di successo e benestante. Il termine è spesso usato in senso dispregiativo, poiché la moglie in questione può avere pochi meriti personali oltre l'attrattività fisica. Richiede una spesa considerevole per mantenere il suo aspetto, è spesso ignorante o innocente, poco intelligente o poco sofisticata e ha una scarsa reputazione per mantenere l'attrattività. Inoltre, può essere una seconda, terza o successiva moglie dell'uomo in questione. Un marito trofeo è l'equivalente maschile.

## Storia
Le origini etimologiche del termine sono controverse. Un'affermazione è che la "moglie trofeo" apparve originariamente in un numero del 1950 del quotidiano The Economist, riferendosi alla pratica storica dei guerrieri che catturavano le donne più belle durante la battaglia per riportarle a casa come mogli. Il giornalista William Safire ha affermato che il termine "moglie trofeo" è stato coniato da Julie Connelly, una redattrice della rivista Fortune, in una storia di copertina nel numero del 28 agosto 1989, ed è immediatamente entrato nell'uso comune.

## Marito trofeo
La scelta del partner umano è influenzata da diversi fattori. Ci sono donne di altrettanto successo con partner significativamente più giovani. In passato, tali relazioni venivano spesso tenute segrete a causa della loro scarsa accettazione sociale. Al giorno d'oggi, tuttavia, è ampiamente accettato a livello sociale, in particolare per le donne di successo, avere partner significativamente più giovani.